# Mounir El Hamdaoui
Mounir El Hamdaoui (arabiska: منير الحمداوي), född 14 juli 1984 i Rotterdam, Nederländerna, är en nederländsk-marockansk fotbollsspelare som spelar som anfallare för DHSC. Han har tidigare spelat för Excelsior, Tottenham Hotspur, Derby County, Willem II, AZ, Ajax och Fiorentina.
El Hamdaoui är även känd under smeknamnet De Tovenaar van Kralingen (Trollkarlen från Kralingen).

## Klubbkarriär
Mounir El Hamdaoui blev säsongen 2008–2009 utnämnd till Årets fotbollsspelare i Nederländerna, efter ha vunnit skytteligan i Eredivisie och hjälpt AZ vinna sin andra ligatitel någonsin.
I oktober 2020 värvades El Hamdaoui av DHSC, som spelade i Hoofdklasse (nederländska femtedivisionen).

## Landslagskarriär
Trots att han föddes i Nederländerna och spelade för deras U21-landslag, valde El Hamdaoui att representera Marockos A-landslag, för vilka han gjorde sin debut i februari 2009 i en match mot Tjeckien.